# Rodziny planetoid

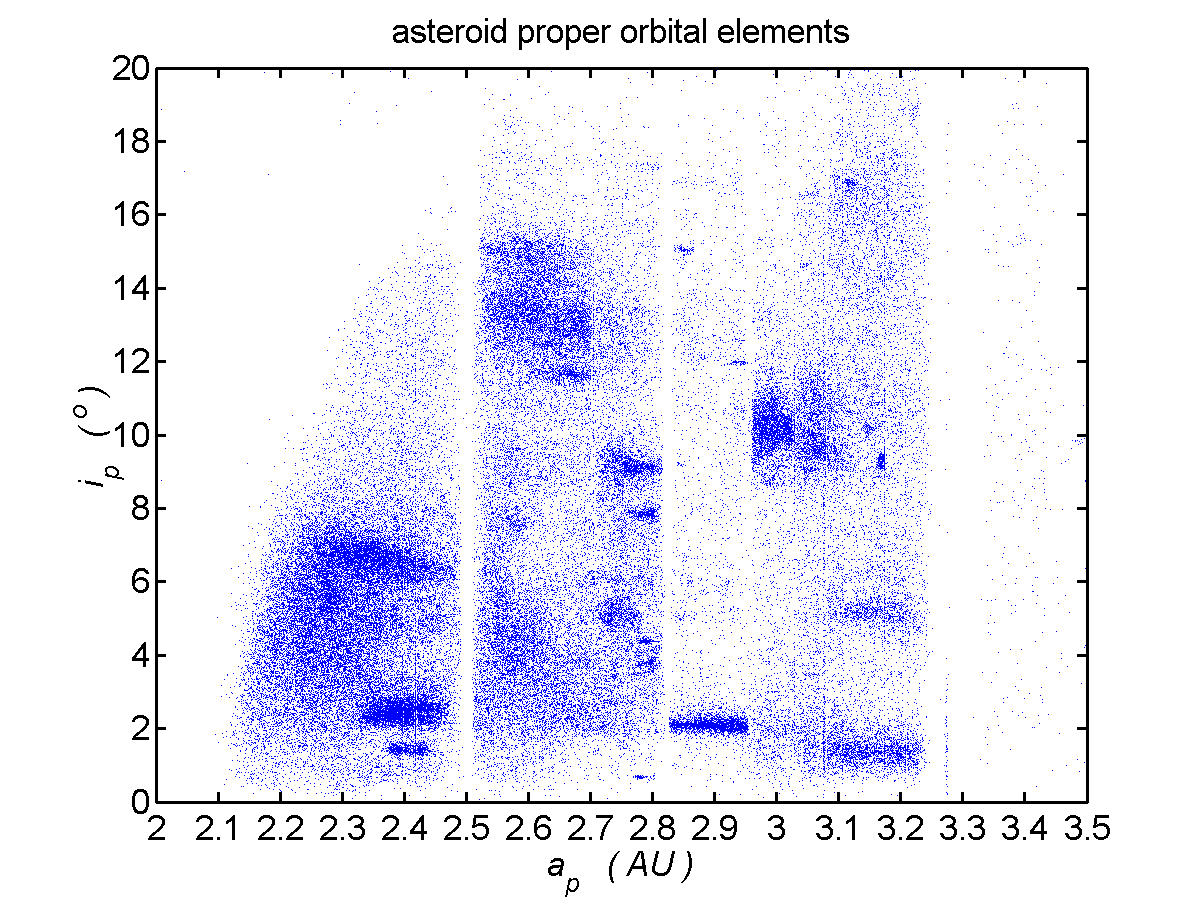
Przedstawienie podobieństw w parametrach orbit ponumerowanych planetoid pasa głównego. Skupiska punktów obrazują rodziny planetoid

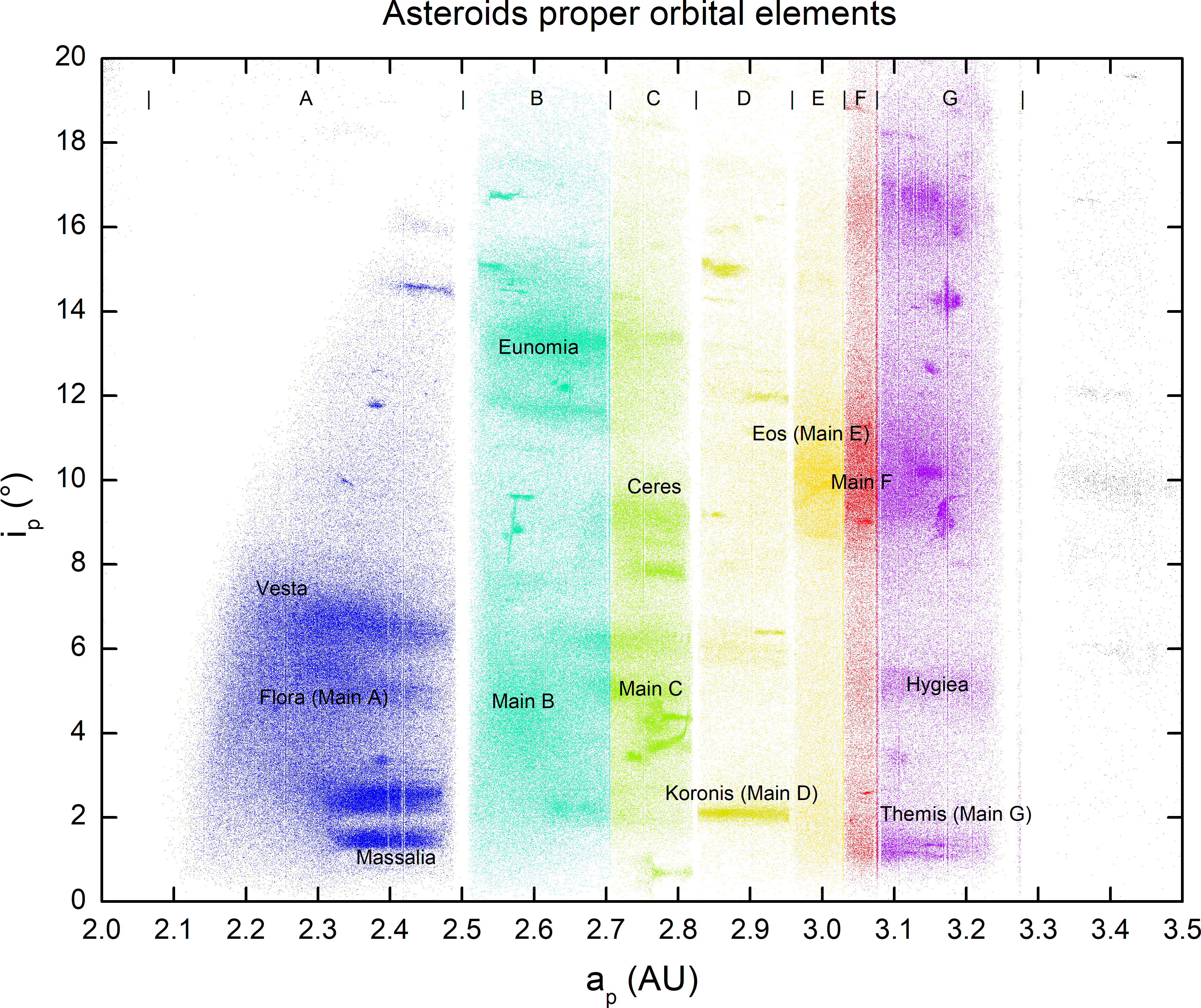
Rodziny planetoid z uwidocznionymi przerwami Kirkwooda

Rodzina planetoid – grupa planetoid, które cechuje podobieństwo parametrów orbit, po jakich poruszają się wokół Słońca. Charakteryzują się one również podobną budową i składem chemicznym, a co za tym idzie – mają one wspólne pochodzenie. Niewykluczone, że niektóre rodziny powstały w wyniku kolizji planetoid, po czym doszło do rozpadu pierwotnego ciała.
Rodziny planetoid występują w pasie głównym asteroid i pasie Kuipera.
| Nazwa rodziny                                       | Nazwa od                                            | elementy orbity                                     | elementy orbity                                     | elementy orbity                                     | udział ilościowy                                    | udział ilościowy                                    | Nazwa alternatywna                                                                   |
| Nazwa rodziny                                       | Nazwa od                                            | a (j.a.)                                            | e                                                   | i (°)                                               | w % wszystkich planetoid                            | ilość ciał według analiz Zappali                    | Nazwa alternatywna                                                                   |
| Najważniejsze rodziny planetoid z pasa głównego to: | Najważniejsze rodziny planetoid z pasa głównego to: | Najważniejsze rodziny planetoid z pasa głównego to: | Najważniejsze rodziny planetoid z pasa głównego to: | Najważniejsze rodziny planetoid z pasa głównego to: | Najważniejsze rodziny planetoid z pasa głównego to: | Najważniejsze rodziny planetoid z pasa głównego to: | Najważniejsze rodziny planetoid z pasa głównego to:                                  |
| --------------------------------------------------- | --------------------------------------------------- | --------------------------------------------------- | --------------------------------------------------- | --------------------------------------------------- | --------------------------------------------------- | --------------------------------------------------- | ------------------------------------------------------------------------------------ |
| Eos                                                 | (221) Eos                                           | 2,99 do 3,03                                        | 0,01 do 0,13                                        | 8 do 12                                             |                                                     | 480                                                 |                                                                                      |
| Eunomia                                             | (15) Eunomia                                        | 2,53 do 2,72                                        | 0,08 do 0,22                                        | 11,1 do 15,8                                        | 5%                                                  | 370                                                 |                                                                                      |
| Flora                                               | (8) Flora                                           | 2,15 do 2,35                                        | 0,03 do 0,23                                        | 1,5 do 8,0                                          | 4-5%                                                | 590                                                 | Rodzina planetoidy Ariadne od (43) Ariadne                                           |
| Hygiea                                              | (10) Hygiea                                         | 3,06 do 3,24                                        | 0,09 do 0,19                                        | 3,5 do 6,8                                          | 1%                                                  | 105                                                 |                                                                                      |
| Koronis                                             | (158) Koronis                                       | 2,83 do 2,91                                        | 0 do 0,11                                           | 0 do 3,5                                            |                                                     | 310                                                 |                                                                                      |
| Maria                                               | (170) Maria                                         | 2,5 do 2,706                                        |                                                     | 12 do 17                                            |                                                     | 80                                                  |                                                                                      |
| Nysa                                                | (44) Nysa                                           | 2,41 do 2,5                                         | 0,12 do 0,21                                        | 1,5 do 4,3                                          |                                                     | 380                                                 | Rodzina planetoidy Hertha od (135) Hertha                                            |
| Themis                                              | (24) Themis                                         | 3,08 do 3,24                                        | 0,09 do 0,22                                        | 0 do 3                                              |                                                     | 530                                                 |                                                                                      |
| Westa                                               | (4) Westa                                           | 2,26 do 2,48                                        | 0,03 do 0,16                                        | 5,0 do 8,3                                          | 6%                                                  | 240                                                 |                                                                                      |
| Inne znaczące rodziny planetoid:                    |                                                     |                                                     |                                                     |                                                     |                                                     |                                                     |                                                                                      |
| Adeona                                              | (145) Adeona                                        |                                                     |                                                     |                                                     |                                                     | 65                                                  |                                                                                      |
| Astrid                                              | (1128) Astrid                                       |                                                     |                                                     |                                                     |                                                     | 11                                                  |                                                                                      |
| Bower                                               | (1639) Bower                                        |                                                     |                                                     |                                                     |                                                     | 13                                                  | Rodzina planetoidy Endymion od (342) Endymion                                        |
| Brasilia                                            | (293) Brasilia                                      |                                                     |                                                     |                                                     |                                                     | 14                                                  |                                                                                      |
| Gefion                                              | (1272) Gefion                                       | 2,74 do 2,82                                        | 0,08 do 0,18                                        | 7,4 do 10,5                                         | 0,8%                                                | 89                                                  | Rodzina planetoidy Ceres od (1) Ceres lub rodzina planetoidy Minerva od (93) Minerva |
| Chloris                                             | (410) Chloris                                       |                                                     |                                                     |                                                     |                                                     | 24                                                  |                                                                                      |
| Dora                                                | (668) Dora                                          |                                                     |                                                     |                                                     |                                                     | 78                                                  |                                                                                      |
| Erigone                                             | (163) Erigone                                       |                                                     |                                                     |                                                     |                                                     | 47                                                  |                                                                                      |
| Hilda                                               | (153) Hilda                                         | 3,7 do 4,2                                          | >0,07                                               | <20°                                                | –                                                   |                                                     |                                                                                      |
| Karin                                               | (832) Karin                                         |                                                     |                                                     |                                                     |                                                     | 39                                                  |                                                                                      |
| Lydia                                               | (110) Lydia                                         |                                                     |                                                     |                                                     |                                                     | 38                                                  |                                                                                      |
| Massalia                                            | (20) Massalia                                       | 2,37 do 2,45                                        | 0,12 do 0,21                                        | 0,4 do 2,4                                          | 0,8%                                                | 47                                                  |                                                                                      |
| Meliboea                                            | (137) Meliboea                                      |                                                     |                                                     |                                                     |                                                     | 15                                                  |                                                                                      |
| Merxia                                              | (808) Merxia                                        |                                                     |                                                     |                                                     |                                                     | 28                                                  |                                                                                      |
| Misa                                                | (569) Misa                                          |                                                     |                                                     |                                                     |                                                     | 26                                                  |                                                                                      |
| Naema                                               | (845) Naëma                                         |                                                     |                                                     |                                                     |                                                     | 7                                                   |                                                                                      |
| Nemesis                                             | (128) Nemesis                                       |                                                     |                                                     |                                                     |                                                     | 29                                                  | Rodzina planetoidy Concordia od (58) Concordia                                       |
| Rafita                                              | (1644) Rafita                                       |                                                     |                                                     |                                                     |                                                     | 22                                                  |                                                                                      |
| Veritas                                             | (490) Veritas                                       |                                                     |                                                     |                                                     |                                                     | 29                                                  | Rodzina planetoidy Undina od (92) Undina                                             |
| Rodziny obiektów transneptunowych                   |                                                     |                                                     |                                                     |                                                     |                                                     |                                                     |                                                                                      |
| Haumea                                              | (136108) Haumea                                     | ~43                                                 | ~0,19                                               | ~28                                                 |                                                     |                                                     |                                                                                      |